# Game Boy Color
Il Game Boy Color (ゲームボーイカラー?, Gēmu Bōi Karā), abbreviato in GBC, è una console portatile successore dell'originale Nintendo Game Boy in bianco e nero.
La console fu messa in commercio il 21 ottobre 1998 in Giappone e, soltanto un mese dopo, nel resto del mondo.
Il GBC è dotato di uno schermo a colori non retroilluminato. È leggermente più spesso e più alto del Game Boy Pocket, il suo immediato predecessore, presenta uno schermo leggermente più piccolo. Come per il Game Boy originale, ha un processore a 8 bit personalizzato realizzato da Sharp che è considerato un ibrido tra l'Intel 8080 e lo Zilog Z80.
Il Game Boy Color fa parte della quinta generazione di console per videogiochi. I principali concorrenti del GBC in Giappone erano i palmari a 16 bit in scala di grigi, Neo Geo Pocket di SNK e WonderSwan di Bandai, sebbene il Game Boy Color li superasse di un ampio margine. SNK e Bandai risposero rispettivamente con Neo Geo Pocket Color e WonderSwan Color, ma questo influì poco sulle vendite di Nintendo. Dato che Sega aveva cessato di produrre il Game Gear nel 1997, l'unico concorrente del Game Boy Color negli Stati Uniti era il suo predecessore, il Game Boy, fino a quando non fu reso disponibile il Neo Geo Pocket Color nell'agosto 1999. Il Game Boy e il Game Boy Color hanno venduto insieme 118,69 milioni di unità in tutto il mondo, rendendolo il terzo sistema più venduto di tutti i tempi.

## Caratteristiche
Nel marzo del 1998 Nintendo decise di infondere nuova linfa vitale alla sua microconsole: il Game Boy Color disponeva di uno schermo a colori prodotto dalla Sharp e di un processore a 8 MHz (sempre prodotto da Sharp) simile allo Z80, ma con più memoria.
Il Game Boy Color dispone inoltre di una porta di comunicazione a infrarossi, tuttavia tale caratteristica è supportata solo in alcuni giochi, come Pokémon Trading Card Adventure, ed è stata eliminata nel Game Boy Advance e nelle sue versioni successive. La console è in grado di visualizzare fino a 2560 diversi colori contemporaneamente sullo schermo dalla sua tavolozza di 32.768, e può aggiungere una base di quattro colori ai giochi che erano stati sviluppati per il Game Boy originale.

### Cartucce
I giochi progettati specificamente per il Game Boy Color sono alloggiati in cartucce con scocca trasparente; quelli che comprendono anche le retrocompatibilità con i precedenti sistemi Game Boy, hanno un design simile a quello originale grigio dei Game Pak per Game Boy, ma sono di colore nero per l'identificazione. Le uscite europee e americane di Pokémon Oro e Argento e Pokémon Giallo sono delle cartucce di colore diverso e con del glitter, anche se sono tecnicamente identici a quelle standard nero.

## Palette utilizzate per i giochi per Game Boy
Durante l'utilizzo di un gioco per Game Boy su Game Boy Color o Game Boy Advance, il giocatore può scegliere quale palette viene utilizzata. Ciò è ottenuto premendo alcune combinazioni di pulsanti, vale a dire A o B e un tasto del D-Pad quando il logo Game Boy viene visualizzato sullo schermo.
Le palette possono contenere fino a dieci colori. Nella maggior parte dei giochi, i quattro colori visualizzati su Game Boy si tradurrebbero in diversi sottogruppi di questi 10 della tavolozza dei colori, come ad esempio visualizzando sprite mobili in un sottoinsieme e sfondi, ecc. in un altro. La scala di grigi (ottenuta premendo Sinistra e B) produce un aspetto sostanzialmente identico a quello sperimentato su Game Boy.
Inoltre, i Game Boy Color hanno una palette che viene attivata quando non ne vengono selezionate altre. La palette di default è quella verde scuro (ottenuta premendo Destra e A). Da notare che alcuni giochi hanno tavolozze predefinite, per esempio:
- Metroid II: Return of Samus;
- Kirby's Dream Land 2;
- Super Mario Land;
- Tetris;
- Bart Simpson's Escape from Camp Deadly;
- La serie Wario Land.

Le palette di default sono memorizzate in un database all'interno della ROM interna di avvio del Game Boy Color, e non nella cartuccia.
Inoltre funzionano anche i giochi per Super Game Boy; nonostante la compatibilità, però, il Game Boy Color non riconoscerà la palette propria delle cartucce Super Game Boy nei titoli che l'hanno.

## Colorazioni
Il colore standard del Game Boy Color è il viola traslucido, chiamato Atomic Purple, usato anche per i controller del Nintendo 64.
Il logo per Game Boy Color precisava cinque colori in cui sarebbe stato fabbricato:
- Rosso fragola
- Uva
- Verde kiwi (o verde limone)
- Giallo tarassaco
- Verde acqua

Altri colori sono stati venduti come edizioni limitate o in paesi specifici. Questi comprendevano:
- Cambia-colore oro/argento (edizione Pokémon Oro e Argento)
- Cambia-colore oro/argento, con un Pikachu e un Pichu intorno allo schermo. Il LED viene sostituito con la guancia di Pikachu. (edizione Pichu/Pikachu)
- Fronte giallo, dorso blu con il pulsante A rosso, pulsante B verde, il D-Pad blu e una Poké Ball al posto del LED. Sopra i pulsanti Start e Select si intravede il logo Pokémon, con foto di Pikachu, Togepi e Jigglypuff intorno allo schermo (edizione Pokémon)
- Fronte giallo, dorso blu con il pulsante A rosso, pulsante B verde, il D-Pad blu con un Pikachu e un Pichu intorno allo schermo. La lucetta elettrica viene sostituita con la guancia di Pikachu. (edizione Pichu/Pikachu PAL)
- Giallo o rosso, con il pulsante A arancione, il pulsante B verde, il D-Pad blu e a lato dello schermo i tre Pokémon starter di Rosso/Verde/Blu più quello di Giallo: Bulbasaur, Squirtle, Charmander e Pikachu (Giappone - edizione Centro Pokémon)
- Rosa pastello con la testa di Hello Kitty in mezzo (Giappone - edizione Hello Kitty)
- Giallo con il logo di Tommy Hilfiger sopra i pulsanti Start / Select (edizione Tommy Hilfiger)
- Chiaro (Giappone)
- Nero chiaro
- Verde chiaro (Giappone)
- Blu mezzanotte
- Blu ghiaccio
- Arancione chiaro (Giappone, prodotti per la società turca di soft drink Yedigün)
- Blu chiaro
- Verde e giallo (edizione australiana)
- Arancione (Premio in palio in Italia, bisognava trovare una S sotto il tappo della bevanda Slam - 2001)

## Hi-Color Mode
Una delle peculiarità poco note del Game Boy Color è il cosiddetto "Hi-Color Mode", tramite un trucco tecnico potevano essere visualizzati più di 2000 colori simultaneamente. Esempi di giochi dove viene utilizzato l'Hi-Color Mode sono The Fish Files, The New Addams Family Series, e F-1 Racing Championship.

## Specifiche tecniche
- CPU: Sharp LR35902Z80 (versione custom dello Zilog Z80, 8 bit) frequenza variabile di 4,194 o 8,338 MHz[1][2]
- RAM: 32 kByte
- ROM: cartucce da 1 Mbit, 2 Mbit, 4 Mbit, 8 Mbit, 16 Mbit, 32 Mbit e 64 Mbit (quest'ultima utilizzata per "Densha De Go! 2", uscito solo in Giappone)
- Video RAM: 16 kByte interna
- Palette: 32.768 colori (15 bit)
- Colori su schermo: 10, 32, 56 - oltre 2000 in Hi-Color Mode
- Sprite: fino a 40 visualizzati contemporaneamente sullo schermo (10 per linea di scansione ) con 4 colori ciascuno (3 colori + trasparenza), 8×8 e 8×16 pixel
- Suono: 4 voci stereo (2 generatori di tono ad onde quadre, 1 generatore di tono ad onde programmabili e 1 generatore di rumore bianco). L'unità ha un solo speaker, ma l'uscita audio per le cuffie è stereo
- Display: LCD da 160 × 144 pixel[3]
- Grandezza schermo: 2,32 pollici
- Comunicazione: fino a 4 Game Boy collegabili via cavo, porta a infrarossi
- Alimentazione: 2 batterie tipo AA o alimentatore a corrente (3V DC 0,6W)
- Dimensioni: Larghezza 75 mm, altezza 133 mm, spessore 27 mm

## Videogiochi
La libreria di giochi per Game Boy Color è molto ampia, con oltre 900 titoli, senza contare la possibilità di eseguire i giochi per Game Boy.
Secondo una selezione fatta dalla rivista Retro Gamer, dichiaratamente approssimativa data la difficoltà di scelta, i dieci più grandi giochi per Game Boy Color sono The Legend of Zelda: Link's Awakening DX, Pokémon Oro e Argento, Super Mario Bros. DX, Metal Gear Solid, Tetris DX, R-Type DX, Wario Land 3, The Legend of Zelda: Oracle of Seasons/Ages, Resident Evil Gaiden, Stranded Kids.